# 洛波塔河
42°00′24″N 45°29′47″E / 42.0066°N 45.4963°E

洛波塔河是格魯吉亞的河流，位於該國東部，流經卡赫蒂大区，屬於阿拉扎尼河的支流，河道全長33公里，流域面積263平方公里，河口處在泰拉維附近。